# Krzywina
Krzywina è un villaggio polacco della Bassa Slesia, frazione del comune di Przeworno.